# Jean Levavasseur
Jean Georges Levavasseur (ur. 8 czerwca 1924 w Chatou, zm. 10 lutego 1999 w Poissy) – francuski szablista, brązowy medalista olimpijski i czterokrotny medalista mistrzostw świata.
Na igrzyskach olimpijskich w Londynie w 1948 roku drużynowo był piąty, a indywidualnie odpadł w półfinałach. Na rozgrywanych cztery lata później igrzyskach olimpijskich w Helsinkach Francuzi w składzie: Maurice Piot, Jacques Lefèvre, Bernard Morel, Jean Laroyenne, Jean-François Tournon i Jean Levavasseur zdobyli brązowy medal w szabli drużynowej. W rywalizacji indywidualnej ponownie odpadł w półfinałach.
Podczas mistrzostw świata w Kairze w 1949 roku razem z Jacquesem Lefèvre, Jeanem Parentem i Jean-Françoisem Tournonem wywalczył drużynowo srebrny medal. W tej samej konkurencji zdobył następnie srebrny medal na mistrzostwach świata w Monte Carlo (1950) oraz brązowy na mistrzostwach świata w Luksemburgu (1954). Ponadto wywalczył złoty medal w turnieju indywidualnym na MŚ 1950, gdzie wyprzedził Włochów Vincenzo Pintona i Gastone Darè.
Po zakończeniu kariery założył szkołę szermierki w Chatou, w której uczył.